# The Darkness II
The Darkness II é a sequência do jogo de 2007 "The Darkness". Foi desenvolvido pela Digital Extremes e publicado pela 2K Games e foi escrito por Paul Jenkins. Originalmente programado para ser lançado em julho de 2011 e depois em outubro de 2011, foi adiado e foi lançado dia 7 de fevereiro de 2012 na América do Norte e 10 de fevereiro de 2012 na Europa para Microsoft Windows, Xbox 360 e PlayStation 3.